# Lyulka AL-21
 (janvier 2025).
Si vous disposez d'ouvrages ou d'articles de référence ou si vous connaissez des sites web de qualité traitant du thème abordé ici, merci de compléter l'article en donnant les références utiles à sa vérifiabilité et en les liant à la section « Notes et références ».
Le moteur Lyulka AL-21 est un turboréacteur axial créé par l'entreprise soviétique Lyulka nommé d'après son chef concepteur Arkhip Mikhailovich Lyulka (1908-1984). L'AL-21 est entré en service en 1967. Sous la désignation finale AL-21F-3, il a motorisé le Soukhoï Su-17M 'Fitter', le Soukhoï Su-24 'Fencer', les premiers Mikoyan-Gurevich MiG-23 'Flogger', ainsi que le Soukhoï T-10 (prototype du Soukhoï Su-27 'Flanker'). Une version sans post-combustion propulse le chasseur à décollage et atterrissage verticaux Yakovlev Yak-38 'Forger'.
- Durée de vie: 1 800 heures